# 共和国广场 (比尔森)

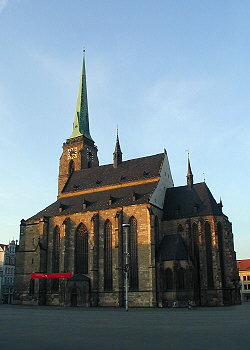
圣巴尔多禄茂主教座堂

共和国广场（捷克语：Naměstí republiky）是捷克城市比尔森古城的一个广场，规模为552 x 627 英尺 ，是捷克最大的中世纪广场之一。
自13世纪末比尔森创建城市起，该广场和已经存在。在这个长方形广场周围，是由直角相交的街道划分出的规则的住宅街区。
考古学家鉴定，此处自13世纪铺设木质地面。1859年，广场 铺设了鹅卵石，后来改铺沥青。周边建筑以哥特式和文艺复兴风格占据优势。在东部的庭院内，仍保留有中世纪城墙的残余。广场的南部保护得最好。
许多建筑物设有2或3层地窖，用于保存食物、水井或污水坑。
最重要的地标为圣巴尔多禄茂主教座堂（1295年兴建，1993年成为主教座堂）、比尔森市政厅（自1496年起）、比尔森皇宫和圣母玛丽亚黑死病纪念柱（1681年），全部位于广场的北部。比尔森共和国广场喷泉为2010年新建。

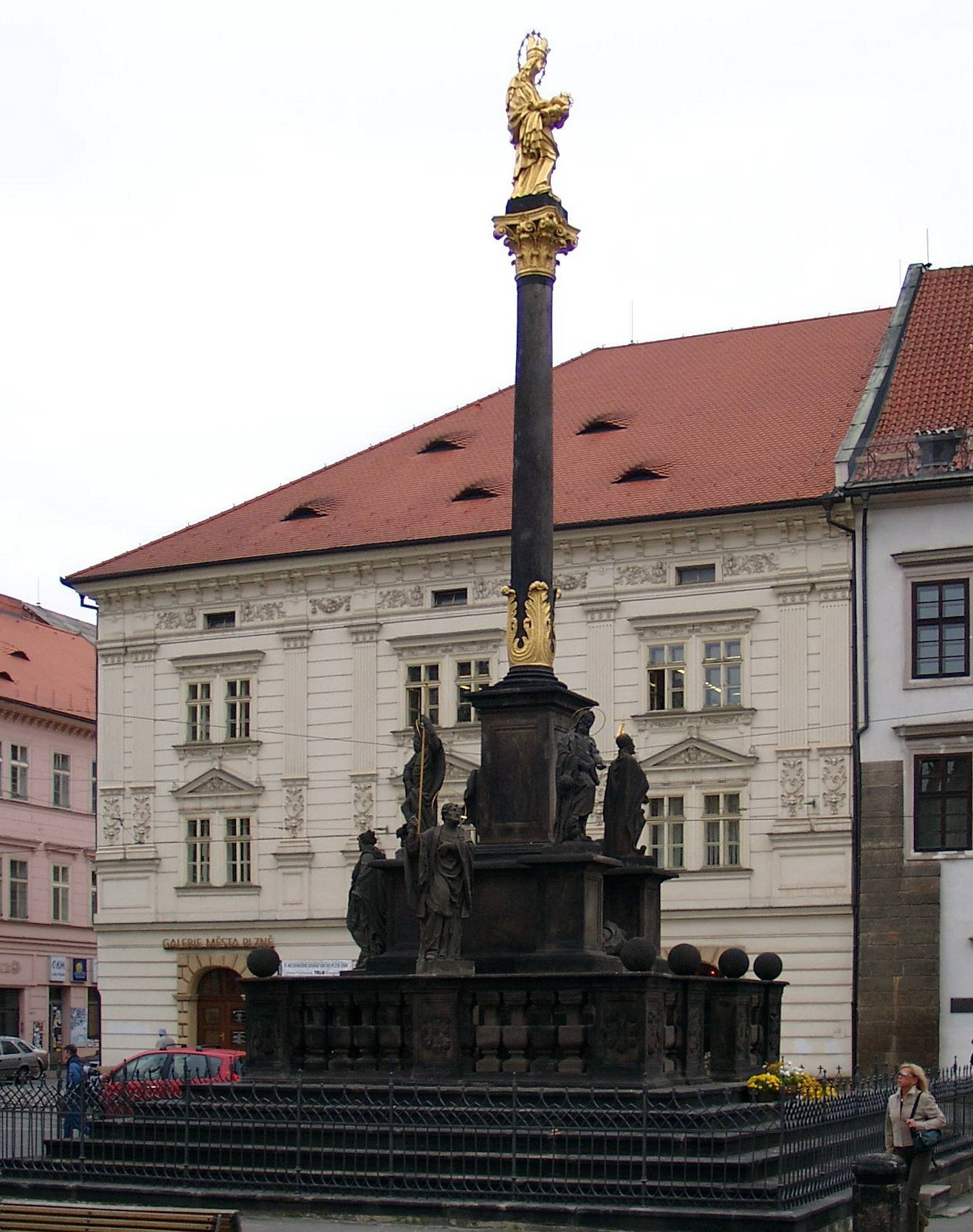
黑死病纪念柱
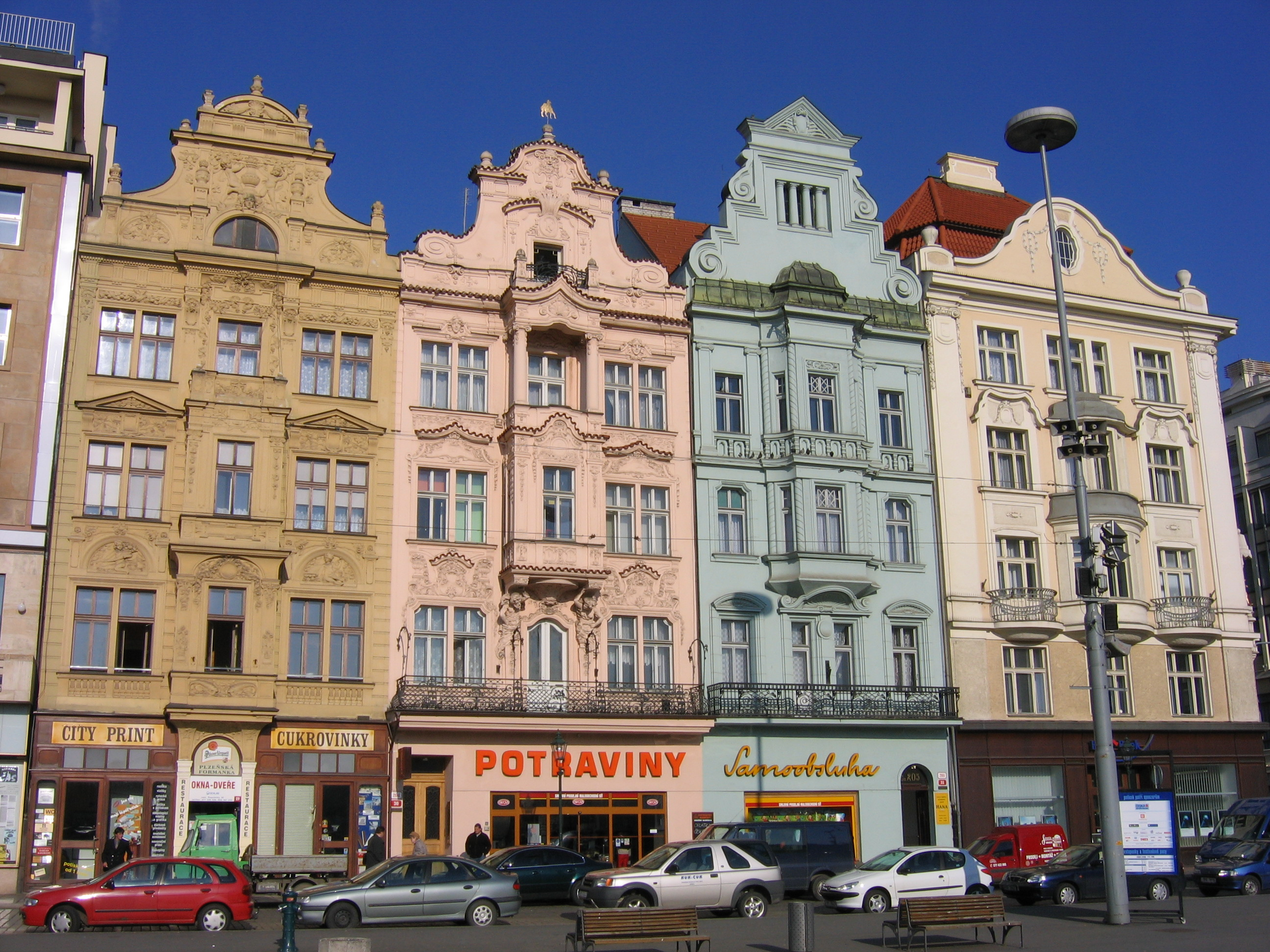
古老的房屋
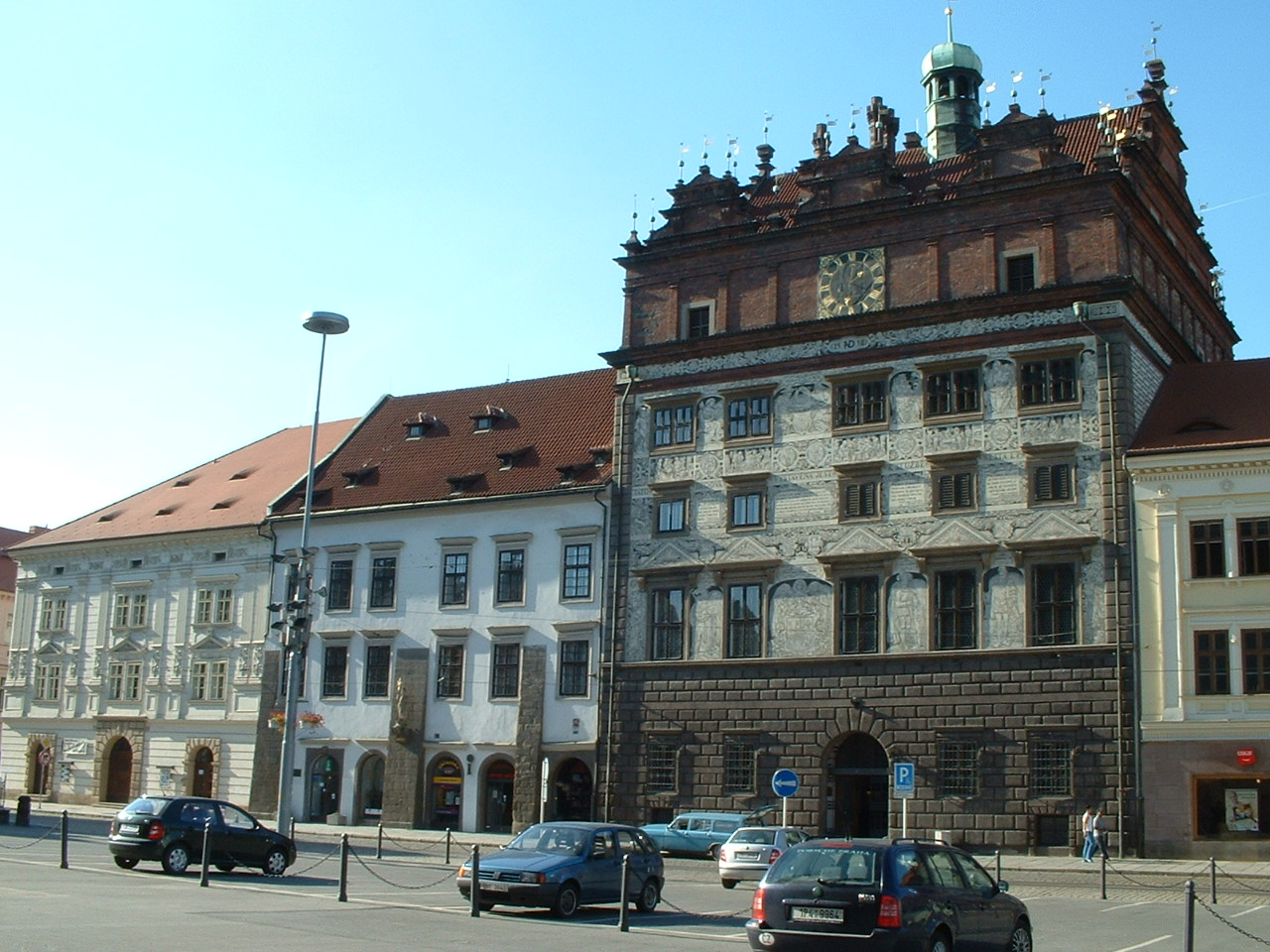
市政厅
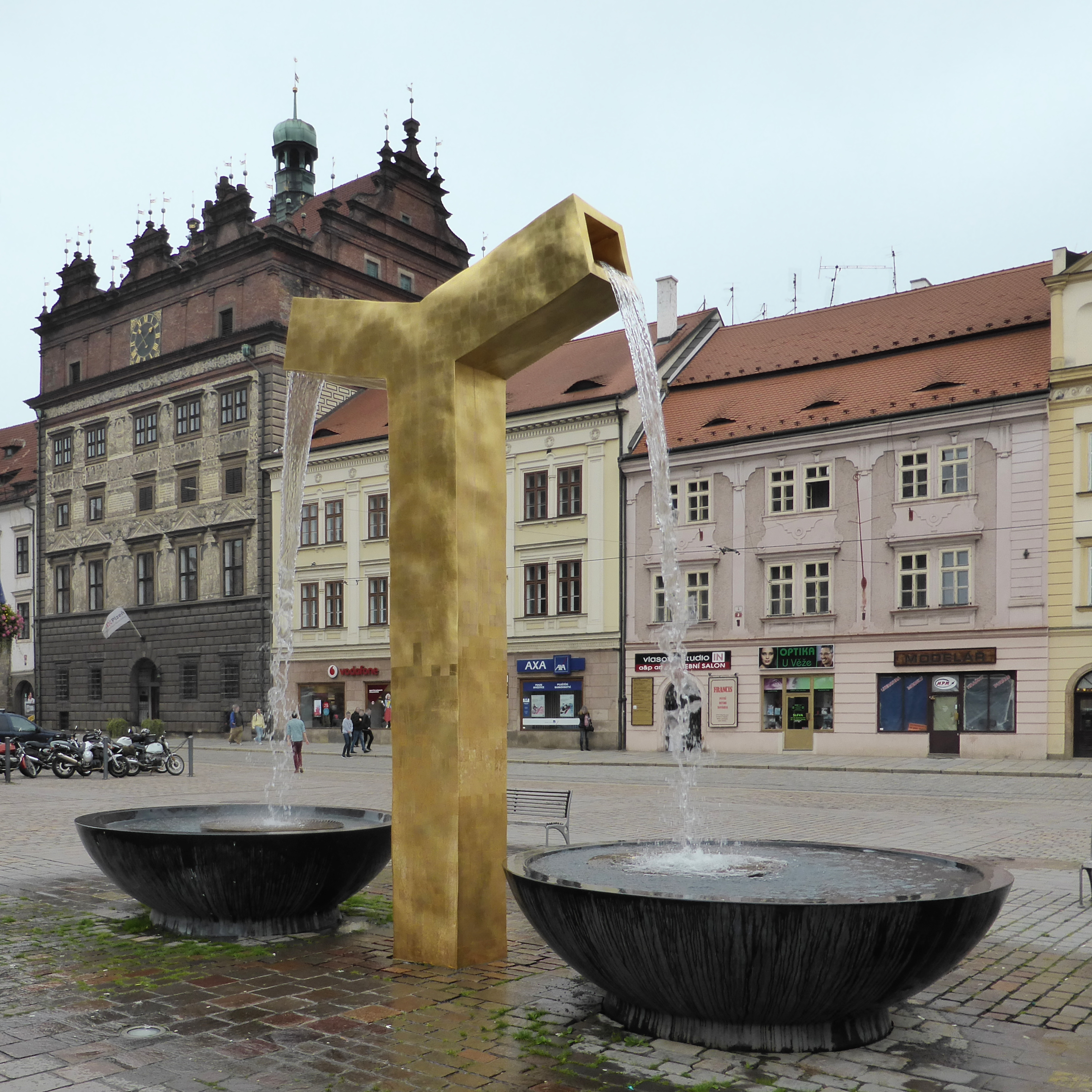
喷泉
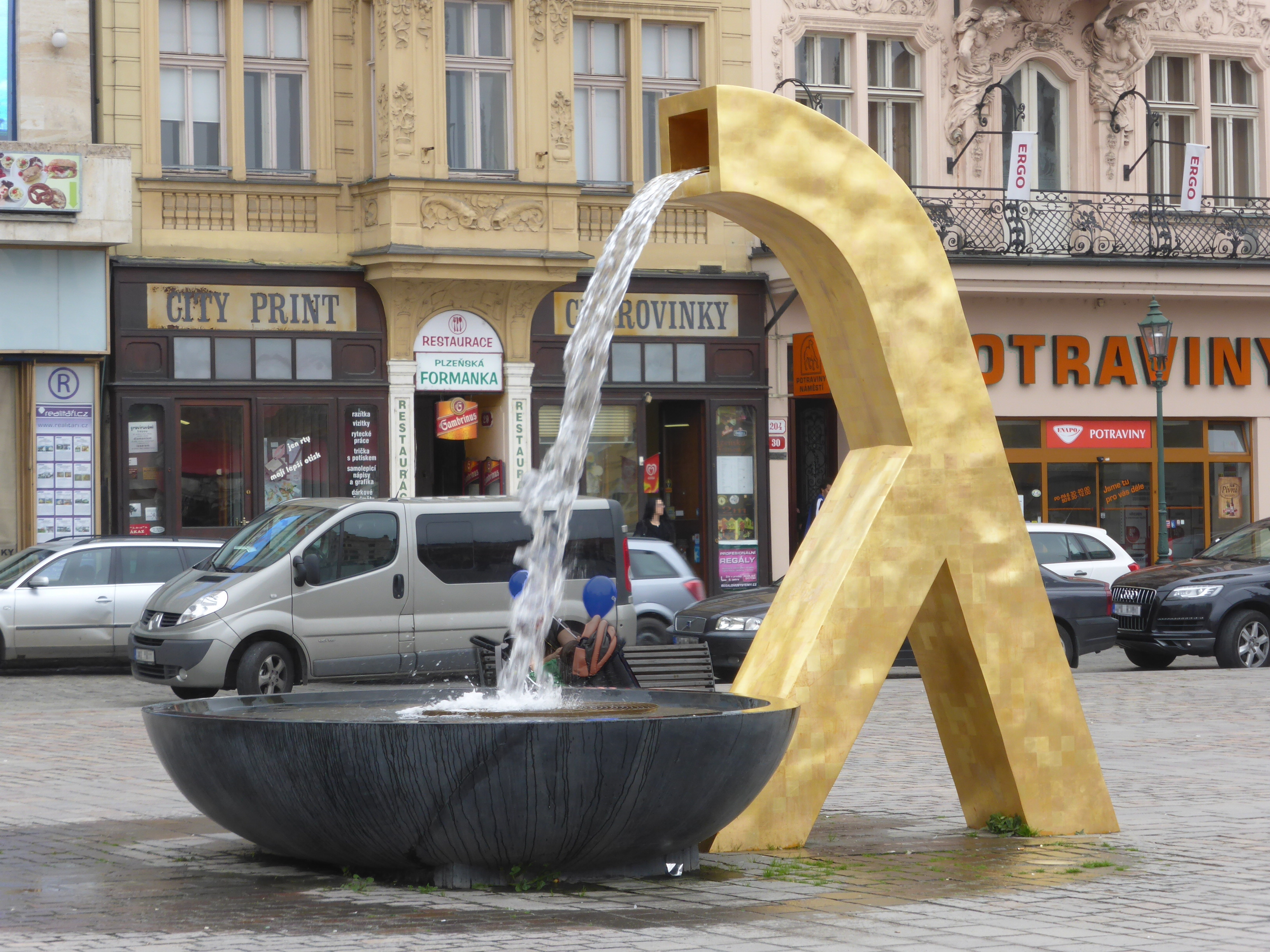
喷泉
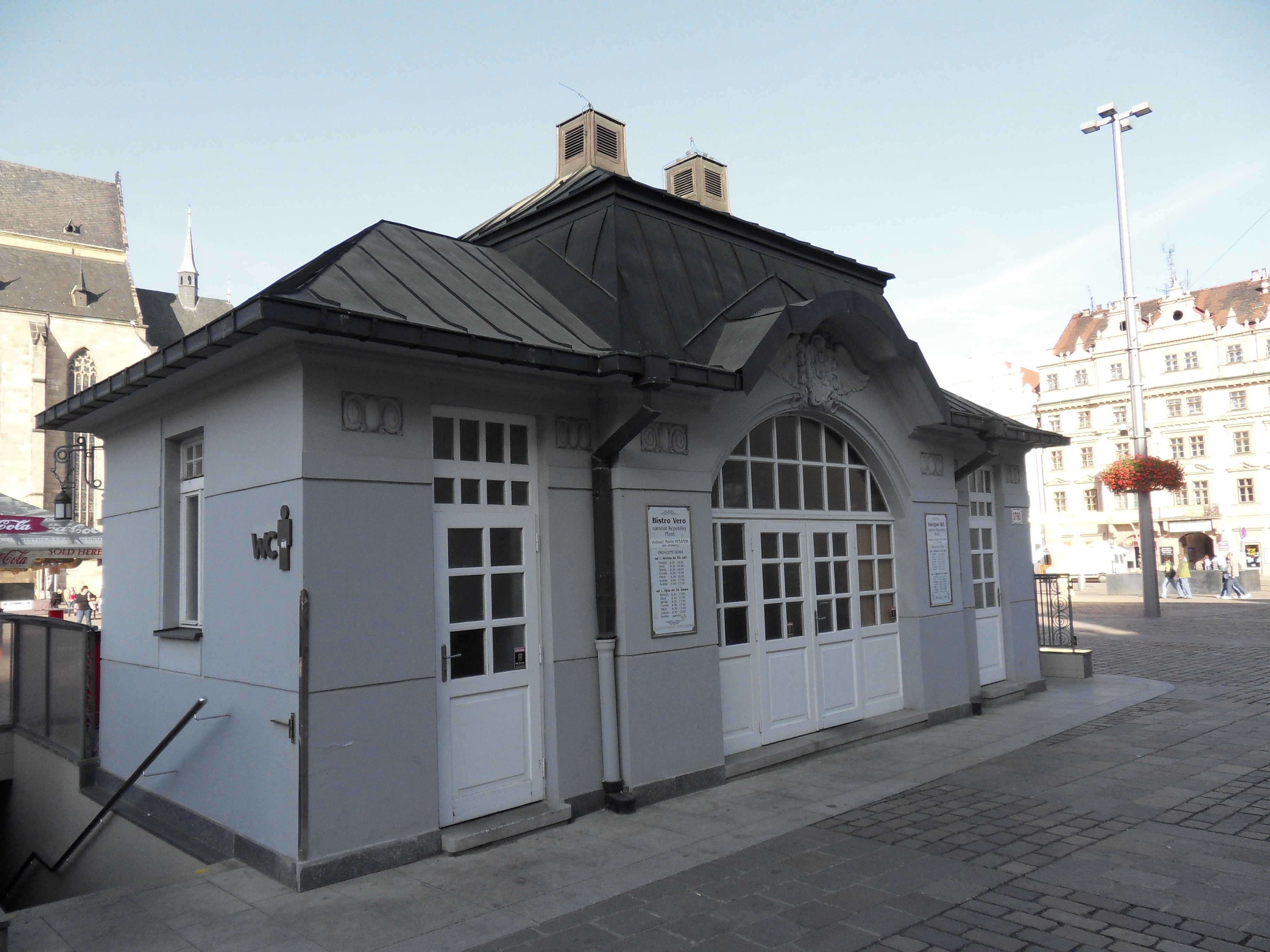
公共厕所和电车候车室

## 资料
- Short overview of the square*
- Information about current (2005-2007) reconstruction of the square: ,  (in Czech)